# Line Pillet
Line Pillet (1990) is een Vlaams actrice, die zowel actief is in de film- als in de televisiewereld. Ze studeerde woord aan het Leuvense Lemmensinstituut.

## Film- en tv-rollen

### Televisie
- Aspe - Sleutel op de deur (2014) - Sara Vangramberen
- Loslopend wild & gevogelte - (seizoen 3, 2015-2016)
- The Team - (4 afleveringen, 2015) - Fifi Verbeeck
- T. - Moederliefde (2015) - Silke Banier
- De Ridder - Een chemiestudente van 19 (2015) - Ina Van Gaever
- Coppers - Nemesis (2016) - Lore Vleminckx
- Vermist - (10 afleveringen, 2016) - Noor Somers
- Kafka - Aflevering 6 (2017) - Klante bibliotheek
- 13 Geboden - (12 afleveringen, 2018) - Sara Devriendt
- Over Water - Goede raad (2020) - Medewerkster CLB
- Professor T. - The anatomy of a memory (2021) - Milly Standish
- De twaalf - (8 afleveringen, 2023) - Charlotte Muylle

### Film
- Little Black Spiders (2012) - Katja
- Blue Monday (2013) - Merel
- Freebird (2015) - Kim
- Paradise Trips (2015) - Cindy
- Totem (2016) - Meisje dat Vincent brengt
- Alleen Eline (2017) - Eline
- In Blue (2017) - Astrid
- Mandy (2018) - Sister Lucy
- Muidhond (2019) - Chantal
- Supperette Anna (2020) - Agente Nancy
- Ritueel (2022) - Inge Borsu
- Drie dagen vis (2024) - Bianca